# Corrinne Yu
Corrinne Yue es una ingeniera eléctrica y programadora de videojuegos estadounidense.

## Biografía

### Formación
Yu concurrió a la Universidad Estatal Politécnica de California, Pomona para estudiar ingeniería eléctrica antes de empezar su carrera como programadora profesional.

### Desarrollo de juego
Sus comienzos de carrera fueron como programadora para la serie de King's Quest para AppleII aunque ella ya tenía su propio 3D motor proyectando venderlo a varias compañías. Programó para QuickDraw 3D, una temprana rasterización API. Trabajó en Zombi, y creó el motor de videojuego utilizado en Spec Ops. En noviembre 1997, fue empleada por Ion Storm para desarrollar videojuegos. Trabajó en el 2001 videojuego Anachronox y fue Directora de Tecnología en ese estudio. Mientras en Ión fue responsable del Quake II base de código utilizada en sus juegos y cualesquier juegos basados en aquel motor. En noviembre de 1998,  dejó Ion Storm y más tarde devino Programadora de Tecnología en 3D Realms. Yu trabajó como Directora de Tecnología de Gearbox Software, creador de Hermanos en Armas y Borderlands. Y trabajó fuertemente para modificar Epic Motor Unreal 3 con énfasis en relámpagos, sombras y física. Fue miembro fundante de Microsoft Direct3D Consejo consultivo. Participó en CUDA y GPU simulacro en NVIDIA.
En 2008, Microsoft Studios la contrataron como arquitecta de Motor Principal para un estudio interno. 343 Industries se estableció en 2007 para supervisar la franquicia Halo que siguió a Bungie  separándose de Microsoft. Yu programó rayos, animación facial, y tecnología nueva desarrollada para el videojuego de 2012 Halo 4. Mientras codificaba para Halo, Yu investigó nuevas técnicas de encendido, e inventó nuevos algoritmos dinámicos. Microsoft aplicó una patente de Yu de software para Halo.
En noviembre de 2013, Yu se unió con el desarrollador de videojuegos Naughty Dog, una filial de Sony Interactive Entertainment, para trabajar como programadora gráfica en proyectos de PlayStation 4.  Y, en noviembre de 2014,  dejó Naughty y se unió a Amazon.com para trabajar en su Programa Amazon de Aire.

### Otros trabajos y premios
Además de trabajar como programadora de juegos, Yu programó en el programa de Transbordador espacial en Rockwell California Internacional. Diseñó y condujo experimentos de acelerador en LINAC en California y el acelerador en Brookhaven Laboratorio Nacional. Su investigación de física nuclear le hizo ganar un premio nacional del Departamento de EE.UU. de Energía. En 2009, Yu ganó el Best in Engineering International en GDC (Conferencia de Desarrolladores de Juego) WIG nominada y juzgado por un Consejo de Pares de la industria, por su trabajo en programar. En 2010, Yu fue identificada por Kotaku como una de las 10 mujeres más influyentes en juegos en la última década. Es la directora única de tecnología, y programadora de motor único, en esa lista.

## Vida personal
Yu se casó con Kenneth Scott, director de Arte Sénior en 343 Industries. Juntos tienen una hija.

## Estilo de desarrollo e influencias
Yu llevó sus intereses en cómo piezas complejas pueden ser hechas para caber juntas, y comparó cada día al jugar con Minecraft, sólo más flexible y con más aplicabilidad mundial real.

## Obra
- Halo 4 (2012) Ingeniería de Gráfico
- Hermanos en Armas: la carretera del infierno (2008) Programación
- Anachronox (2001) Programación
- Spec Ops: Rangers Dirige la Manera (1998) Programación